# 176380 Goran
176380 Goran è un asteroide della fascia principale. Scoperto nel 2001, presenta un'orbita caratterizzata da un semiasse maggiore pari a 2,8643605 UA e da un'eccentricità di 0,0712835, inclinata di 2,64867° rispetto all'eclittica.